# オートレース場

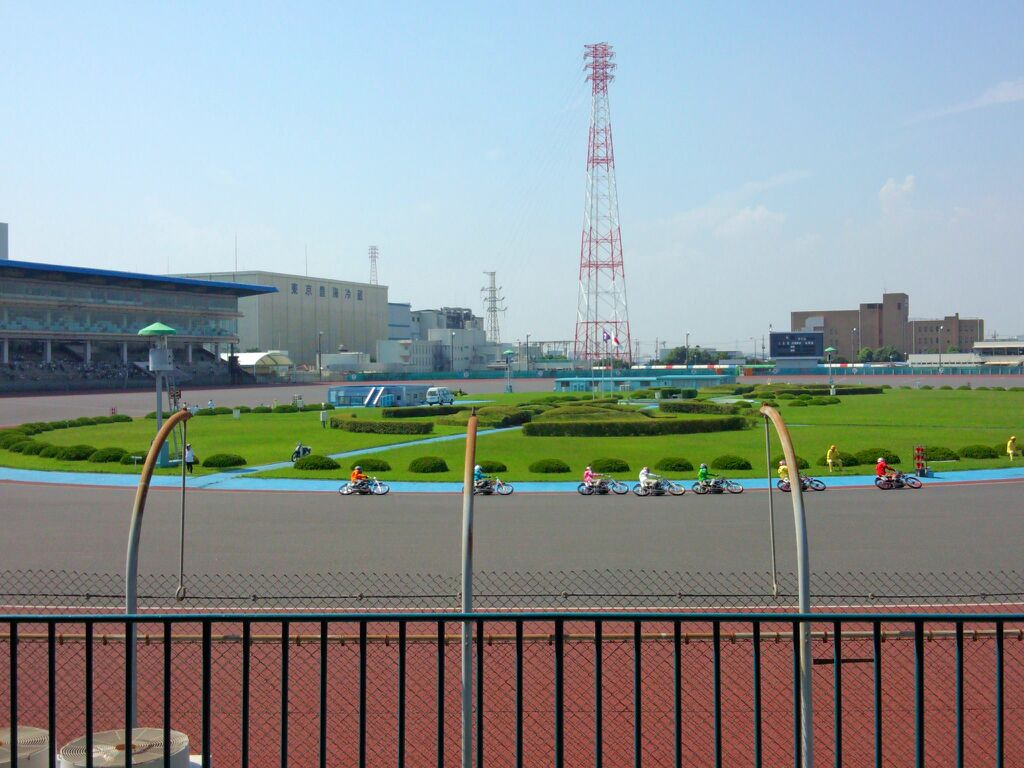
開催していた頃の船橋オートレース場の競争路（バンク）（2014年、千葉県船橋市）

オートレース場（オートレースじょう）とはオートレースを開催するための施設で、小型自動車競走法上では「小型自動車競走場」と呼ばれる。

## 概要
2023年現在、オートレース場は日本に5場が存在する。なおナイター競走開催のために照明設備が設置されている場もある。
オートレース場の始まりは、1950年10月29日、船橋競馬場の内馬場に全国初のオートレース専用走路として1周800メートルのダートコースを設け開場した。
2023年現在、近畿地方にはオートレース場がないが、かつては園田競馬場や長居競馬場、甲子園競輪場でオートレースが開催されていたことがあった。だがこれらのオートレース場は馬場をオートレースと併用することによって走路が硬くなるなど競馬への悪影響が問題視されたり、騒音問題の影響などによっていずれも早期廃止に追い込まれた。また北海道、東北地方、北陸地方、四国地方、沖縄にもオートレース場は存在していない。
東京都唯一のオートレース場として大井競馬場に併設される形でかつて存在した大井オートレース場は、オートレース史上初の舗装路を備えたオートレース場として1954年11月に開場するも、黒い霧事件や当時の美濃部亮吉都知事が選挙公約として打ち出した「ギャンブル廃止宣言」の影響により1973年3月閉場した。

## オートレース場一覧

### 東日本（関東・東海）
- 川口オートレース場（埼玉県川口市）
- 伊勢崎オートレース場（群馬県伊勢崎市）
- 浜松オートレース場（静岡県浜松市中央区）

### 西日本（中国・九州）
- 山陽オートレース場（山口県山陽小野田市）
- 飯塚オートレース場（福岡県飯塚市）

### 閉鎖されたオートレース場
- 船橋オートレース場（千葉県船橋市）
- 大井オートレース場（東京都品川区）
- 長居オートレース場（大阪府大阪市東住吉区）
- 園田オートレース場（兵庫県尼崎市）
- 甲子園オートレース場（兵庫県西宮市）
- 柳井オートレース場（山口県玖珂郡柳井町 ※現在の柳井市）

## 競走路（バンク）
出典：Auto Race公式  電子BOOK（オートレース辞典）及び船橋市 全国の施行者・競走場・専用場外発売所及び競走路の知識
オートレース場のバンクは一つ一つ性格がある競輪場のバンクとは大きく異なり、各場の諸元はほぼ同じ走路となっている。
- 内周500m……バンクの一番内側に沿って一周を測った場合。もし大外で測ると700mを越える[1]。なお、ダート走路で行われていたころは、1周800ⅿの走路もあった[2]。
- 幅員30m……レースではこの幅の間で競走しなければならない。落車回避など止むを得ない場合以外、ラインを割ると失格となる。この走路の内側2mと外側10m分の赤色に塗られた「危険回避ゾーン」があり、落車やエンスト時にこのゾーンに運び出され二次事故を防いでいる。
- カント50/1000（=約2.86度）……やや内側に傾いており、スピードを出したままでも回れる様になっている。但し、これ以上カントをきつくすると向心力が大きくなり、更にスピードが乗り、選手の技量が生かされなくなる。これは、競輪と逆の発想である。
- 曲率半径52m……コーナーの半径。
- およそ直線部が片側87m、コーナー部が163m程。

ゴールラインの手前100mの所にスタートライン（0mハンデ線）があり、ここから内側のラインに沿って10mごとにハンデ線を放射状に敷かれている。